# Accès à la justice
L'accès à la justice est un principe fondamental de l'état de droit qui décrit comment les citoyens ont un accès égal aux systèmes juridiques dans leur contexte. La plupart des contextes ont des initiatives et des programmes conçus pour fournir des services juridiques aux populations qui pourraient autrement avoir des difficultés à obtenir des conseils et une représentation juridiques. Sans accès à la justice, les gens ne sont pas en mesure d'exercer pleinement leurs droits, de contester la discrimination ou de tenir les décideurs responsables de leurs actes.
La manière dont les nations aident leurs citoyens à accéder à la justice varie d'une nation à l'autre. L'accès à la justice peut être amélioré grâce à des organisations d'aide juridique correctement financées et dotées en personnel qui proposent des services juridiques gratuits aux pauvres, et à travers des programmes pro bono par lesquels des avocats bénévoles fournissent des services et une représentation devant les tribunaux, ou à travers d'autres programmes conçus pour aider les gens à obtenir des recours juridiques auprès des tribunaux ou d'autres institutions judiciaires.

## Initiatives internationales

### Libre accès au mouvement du droit
Le Mouvement pour l'accès libre au droit ou (FALM) a été fondé en 1992, dans le but de proposer un accès en ligne gratuit aux informations et ressources juridiques de base. En 2002, la FALM a adopté la Déclaration sur le libre accès au droit. L'objectif du mouvement a été de veiller à ce que l'information juridique soit librement accessible à tous. La déclaration déclarait que l'information juridique publique était le patrimoine commun de l'humanité.
Les organisations membres de la FALM, principalement via Internet, se sont engagées dans la publication à grande échelle d'informations juridiques primaires et secondaires. Parmi les premiers exemples figurent le Legal Information Institute de la Cornell Law School et l'Australasian Legal Information Institute, un projet conjoint de l'Université de technologie de Sydney et de l'Université de Nouvelle - Galles du Sud. Ce dernier impliquait l'adoption précoce de la technologie hypertexte pour représenter les lois comme un réseau de nœuds, chacun représentant une section,.
En 2013, la Cornell Law School a créé le Journal of Open Access to Law, afin de promouvoir la recherche internationale sur le thème du libre accès au droit .

## Initiatives par pays

### Birmanie
MyJustice est une initiative d'accès à la justice financée par l'Union européenne visant à doter le peuple du Myanmar des connaissances, de la confiance et des opportunités nécessaires pour résoudre les conflits de manière juste, équitable et juste. Depuis 2015, ils ont mis en place un certain nombre de "centres de justice" à travers le Myanmar pour améliorer l'accès à la justice en offrant des conseils juridiques gratuits aux personnes à faible revenu et marginalisées, ainsi qu'en s'impliquant dans des projets liés à l'introduction de l'aide juridique et de la formation juridique.

### Canada
L'accès à la justice est une préoccupation majeure des ministères de la justice au Canada, surtout au niveau des provinces. Il existe des programmes d'aide juridique pour les personnes démunies, d'autres mesures qui visent plus particulièrement les contribuables de classe moyenne et des initiatives de la communauté juridique comme le portail web CanLII de l'Institut canadien d'information juridique.

### États-Unis
Étant donné que le modèle traditionnel de prestation de services exigeait que tout le travail juridique soit effectué sur mesure, l'offre de services juridiques est généralement inélastique. Les ménages qui ne sont pas éligibles à l'aide juridique mais qui ne sont pas en mesure de s'offrir facilement des services juridiques sur mesure sont effectivement mal desservis par le modèle traditionnel. Un rapport du comité permanent de l'American Bar Association sur la prestation de services juridiques a révélé que « parmi les ménages à revenu modéré, 39 % ont utilisé le système juridique pour tenter de résoudre leurs problèmes juridiques, 23 % ont tenté de résoudre sans aide juridique et 26 % ont pris pas d'action" .

#### Solutions technologiques
Des avocats, des concepteurs et des informaticiens ont envisagé des moyens d'utiliser la technologie pour améliorer l'accès des non-avocats à la justice.
L'institut de conception de l'Illinois Institute of Technology (IIT) et le Chicago-Kent College of Law ont collaboré à une refonte pluriannuelle de l'expérience judiciaire des plaideurs non représentés. Leur rapport de 2002 a documenté leur enquête sur les systèmes d'assistance actuels, la création d'un nouveau protocole de conception et le plan d'une nouvelle conception de système. Le rapport propose également un certain nombre de conceptions conceptuelles, réimaginant la façon dont le système judiciaire peut fonctionner et les gens peuvent y accéder. Certaines de leurs propositions incluent :
- « CourtNet », un réseau à l'intérieur du palais de justice, pour relier le personnel judiciaire et le public ;
- "Interactive Translator", un outil logiciel pouvant être utilisé lors d'entretiens et d'échanges judiciaires, capable de traduire des communications verbales et textuelles dans différentes langues ;
- « Archétypes », une plateforme de diagnostic qui modélise les problèmes juridiques des utilisateurs, les classe et propose des services de référencement ;
- "Pursuit Evaluator", un outil en ligne permettant aux justiciables potentiels d'évaluer si la poursuite d'une affaire vaudrait leur temps, leur argent et leurs efforts
- "Complaint Formulator", une interface électronique permettant aux justiciables d'extraire des données de leur situation problématique et de les assembler dans divers documents juridiques ;
- « Informer », logiciel qui utilise des exemples de cas pour aider les justiciables à modéliser leurs propres formulaires et leur apprend à déposer correctement ; et
- "Case Tracker", une archive interactive consultable de l'historique des cas d'un plaideur, qui fournit une chronologie claire et une référence aux actions passées.

Le Berkman Center de la Harvard Law School a travaillé avec la juge du tribunal du logement du Massachusetts, Dina Fein, pour concevoir l'accès à la justice civile dans l'État pour les plaideurs pro se, les personnes à faible revenu, les plaideurs qui ne maîtrisent pas l'anglais et les personnes handicapées.
CodeX, le Stanford Center for Legal Informatics, héberge des projets tels que Legal.io et Ravel Law, traitant de l'application de l'informatique juridique aux problèmes d'accès à la justice, et convoque une communauté réunissant des chercheurs, des avocats, des entrepreneurs et des technologues pour travailler côte à côte. -côté pour faire avancer la frontière de la technologie juridique.

### Japon
Japan Legal Support Center, dont l'abréviation est JLSC, fournit un accès légal à la justice partout au Japon. JLSC a été fondée le 10 avril 2006 et a démarré ses activités le 2 octobre 2006.
JLSC a 50 bureaux locaux et 11 succursales des bureaux locaux.

### Pakistan
Les initiatives d'accès à la justice (AJI) sont un groupe de projets menés par le programme de soutien rural de Sarhad ( SRSP) à Khyber Pakhtunkhwa, au Pakistan, qui visent à renforcer la sensibilisation juridique et à autonomiser les citoyens au niveau local en leur permettant de faire pression pour leurs droits et chercher des solutions à leurs problèmes juridiques,,.

#### Configuration
Les initiatives d'accès à la justice comprennent les projets suivants :
1. Autonomisation juridique
2. Résolution alternative des litiges d'Aitebaar
3. Sensibilisation à Aitebaar
4. Renforcement de l'état de droit au Malakand
5. Résolution communautaire des conflits

#### Caractéristiques
Une caractéristique commune des projets est qu'ils visent tous à renforcer la capacité des communautés défavorisées à protéger leurs droits et à participer et demander des comptes aux institutions publiques. Dans les sociétés hiérarchiques traditionnelles, les organisations de la société civile sont confrontées à des défis dans la promotion de l'accès aux services pour les groupes marginalisés et vulnérables,.
Les projets cherchent à résoudre les problèmes de liens faibles entre les mécanismes judiciaires et le manque de soutien juridique fiable,. Certains des projets se concentrent sur les institutions de justice informelles afin que les modes alternatifs de résolution des conflits puissent être utilisés pour régler les conflits au niveau communautaire, tout en contribuant à créer un espace de dialogue entre les mécanismes formels et informels. Les membres des communautés sont formés en tant que parajuristes pour combler le fossé entre les membres les plus vulnérables de la société et les institutions étatiques. Dans les régions éloignées et arriérées du Pakistan, le grand public hésite à faire confiance à la police ou aux avocats, mais montre une plus grande propension à faire confiance aux notables de leurs propres communautés, qui résolvent souvent les différends via le système Jirga. Les assistants juridiques et les médiateurs sont informés des droits de l'homme, du système juridique et des limites de leur autorité dans la résolution de conflits complexes. Cela garantit que les droits des participants ne sont pas perdus. Les Conseils de Règlement des Conflits (CDR) mis en place à cet effet sont tenus de travailler en collaboration avec la police locale pour assurer la transparence et l'efficacité,,. Un nombre important de femmes ont été formées en tant que médiatrices et assistantes juridiques pour rendre le programme plus réceptif aux femmes,.
L'aide juridique est fournie aux personnes dont les problèmes ne peuvent être résolus par la négociation, la conciliation, la médiation ou d'autres méthodes informelles. Très souvent, les affaires qui méritent l'aide juridique impliquent des questions de mariage, d'enfants, de mariage forcé, de cruauté matrimoniale, de garde d'enfants, de privation d'héritage, de discrimination,.